# Provincia de Tarapacá (Chile)
La provincia de Tarapacá fue una división territorial de Chile, existente desde 1884 hasta 1974, creada sobre la base del departamento peruano de Tarapacá.

## Historia

Mapa de las comunas de la provincia de Tarapacá en 1970, antes de la entrada en vigor de la Ley n.º 17.325

Mapa de las comunas de la provincia de Tarapacá a partir de la entrada en vigor en noviembre de 1970 de la Ley n.º 17.325

El territorio de Tarapacá fue entregado a Chile bajo las condiciones del Tratado de Ancón, mediante el cual Chile logró el dominio sobre el departamento de Tarapacá, y la posesión de las provincias de Tacna y Arica del departamento de Tacna por diez años, después de lo cual se organizaría un plebiscito para determinar la soberanía sobre estas y otras materias. La provincia fue creada oficialmente el 31 de octubre de 1884, por una ley que establece:

Art. 1°. En el territorio de Tarapacá, se crea una provincia que llevará el mismo nombre y tendrá los límites siguiente:

Al Norte, la quebrada y río de Camarones; al Sur, la quebrada y río Loa hasta el pueblo de Quillagua inclusive, y desde este punto, una línea que, tocando los volcanes Miño, Olca y Túa, llegue hasta la frontera boliviana; al Este, la República de Bolivia; y al Oeste, el Océano Pacífico. El resto del territorio de Tarapacá, que se halla al Sur de los límites signados a esta provincia, quedará sometido al territorio de las autoridades del territorio de Antofagasta ó Tocopilla.

Así, la provincia de Tarapacá, de unos 50.000 km² estaba compuesta por:
| Departamento | Cabecera | Subdelegaciones | Distritos |
| ------------ | -------- | --------------- | --------- |
| Pisagua      | Pisagua  | 5               | 18        |
| Tarapacá     | Iquique  | 13              | 34        |

Con el DFL 8582 del 30 de diciembre de 1927, se establece:

Artículo 1° Divídese el país en las siguientes provincias, departamentos y territorios: [...] 
PROVINCIA DE TARAPACÁ.- Capital Iquique.- Departamentos: Pisagua e Iquique;

Así, la Provincia queda conformada por:
| Departamento | Cabecera |
| ------------ | -------- |
| Pisagua      | Pisagua  |
| Iquique      | Iquique  |

En virtud del Tratado de Lima de 1929, se suprime la provincia chilena de Tacna, pasando el departamento de Tacna al Perú, y el departamento de Arica a la nueva provincia de Tarapacá en virtud del Decreto n.º 760 de 30 de abril de 1930. La extensión de la provincia cambió a 58.072 km².
| Departamento | Cabecera |
| ------------ | -------- |
| Arica        | Arica    |
| Pisagua      | Pisagua  |
| Iquique      | Iquique  |

Desde la incorporación del Departamento de Arica a la Provincia de Tarapacá, se producen diversas alteraciones en el trazado de los límites comunales de esta última entidad: mediante el Decreto n.º 12.419 de 4 de enero de 1957 se crea la comuna de Pica en el departamento de Iquique y, a través de la Ley n.º 17.325 de 8 de septiembre de 1970, se suprime la comuna de Negreiros a la vez que se establecen en el Departamento de Pisagua las comunas de Camiña, Los Cóndores y Chiapa. Asimismo, este último decreto traspasa la comuna de Huara al Departamento de Pisagua.
En 1974 se crea la I Región de Tarapacá, a partir del territorio de la provincia de Tarapacá y algunas partes de la provincia de Antofagasta.